# Première Division (Kamerun) 2020/21
Die Première Division (Kamerun) 2020/21, aus Sponsorengründen auch als MTN Elite One bekannt, war die 61. Saison der höchsten kamerunischen Spielklasse im Fußball. Es nahmen 21 Mannschaften teil, die je zwei Mal gegeneinander antraten. Die Saison begann am 27. Februar 2020 und endete mit dem Finale am 29. September 2021. Meister wurde Cotonsport Garoua, Vizemeister wurde APEJES Football Academy.

## Gruppe A

### Tabelle
| Pl.               | Verein                  | Sp. | S  | U | N  | Tore    | Diff. | Punkte |
| ----------------- | ----------------------- | --- | -- | - | -- | ------- | ----- | ------ |
| 1.                | AS Fortuna              | 20  | 11 | 6 | 3  | 029:170 | +12   | 39     |
| 2.                | Fovu Club Baham         | 20  | 10 | 6 | 4  | 033:170 | +16   | 36     |
| 3.                | Bamboutos FC Mbouda     | 20  | 9  | 8 | 3  | 028:180 | +10   | 35     |
| 4.                | PWD Bamenda             | 20  | 8  | 9 | 3  | 022:140 | +8    | 33     |
| 5.                | Stade Renard FC         | 20  | 9  | 6 | 5  | 020:130 | +7    | 33     |
| 6.                | Djiko FC Bandjoun       | 20  | 5  | 9 | 6  | 023:230 | ±0    | 24     |
| 7.                | Avion du Nkam FC Douala | 20  | 6  | 5 | 9  | 019:210 | −2    | 23     |
| 8.                | Dragon Club             | 20  | 5  | 6 | 9  | 025:310 | −6    | 21     |
| 9.                | Eding Sport FC Mfou     | 20  | 4  | 9 | 7  | 020:270 | −7    | 21     |
| 10.               | Union Sportive Douala   | 20  | 4  | 6 | 10 | 011:220 | −11   | 18     |
| 11.               | Yaoundé FC II           | 20  | 2  | 4 | 14 | 012:340 | −22   | 10     |
| Stand: Saisonende |                         |     |    |   |    |         |       |        |

## Gruppe B

### Tabelle
| Pl.               | Verein                                | Sp. | S | U  | N  | Tore    | Diff. | Punkte |
| ----------------- | ------------------------------------- | --- | - | -- | -- | ------- | ----- | ------ |
| 1.                | Cotonsport Garoua                     | 18  | 9 | 5  | 4  | 032:130 | +19   | 32     |
| 2.                | APEJES Football Academy Mfou          | 18  | 7 | 6  | 5  | 018:170 | +1    | 27     |
| 3.                | Canon Yaoundé                         | 18  | 7 | 6  | 5  | 018:150 | +3    | 27     |
| 4.                | Yong Sports Academy Bamenda           | 18  | 7 | 6  | 5  | 024:130 | +11   | 27     |
| 5.                | UMS de Loum                           | 18  | 5 | 10 | 3  | 013:110 | +2    | 25     |
| 6.                | Colombe Sportive du Dja et Lobo       | 18  | 5 | 8  | 5  | 021:200 | +1    | 23     |
| 7.                | Les Astres FC Douala                  | 18  | 5 | 6  | 7  | 013:190 | −6    | 21     |
| 8.                | Tonnerre Yaoundé                      | 18  | 5 | 6  | 7  | 015:200 | −5    | 21     |
| 9.                | Panthère Sportive du Ndé FC Bangangté | 18  | 6 | 3  | 9  | 018:250 | −7    | 21     |
| 10.               | New Star FC CNIC UIC Douala           | 18  | 4 | 4  | 10 | 011:300 | −19   | 16     |
| Stand: Saisonende |                                       |     |   |    |    |         |       |        |

## Relegations-Play-off
|                | Ergebnis |                      |
| -------------- | -------- | -------------------- |
| Eding Sport FC | 3:2      | Tonnerre Kalara Club |

## Meisterschafts-Play-off
|                   | Ergebnis        |                         |
| ----------------- | --------------- | ----------------------- |
| AS Fortuna        | 1:2             | APEJES Football Academy |
| Cotonsport Garoua | 0:0 (5:4 i. E.) | Fovu Club               |

## Spiel um Platz 3
| Datum              |            | Ergebnis |           |
| ------------------ | ---------- | -------- | --------- |
| 29. September 2021 | AS Fortuna | 5:0      | Fovu Club |

## Finale
| Datum              |                   | Ergebnis |                         | Ort                |
| ------------------ | ----------------- | -------- | ----------------------- | ------------------ |
| 29. September 2021 | Cotonsport Garoua | 3:1      | APEJES Football Academy | Complexe de Japoma |